# Ford Capri (Австралия)
Ford Capri (SA30) — автомобиль, который выпускался подразделением Ford Motor Company of Australia с 1989 по 1994 год.

## История
Построенный в Австралии Capri предназначался, в первую очередь, для экспорта в США. Экспорт начался в 1991 году под названием Mercury Capri. Базовой моделью стала Mazda 323.
Крыша австралийского Capri была склонна к протеканию из-за использования некачественных материалов, хотя позже проблема была решена. В результате компания стала ориентироваться на Mazda MX-5.
В 1992 году автомобиль был обновлён и получил кодовое обозначение SC. Также была введена комплектация XR2, в то время как базовая комплектация с атмосферным двигателем стала называться Barchetta, а базовая с турбодвигателем — Clubsprint. В 1993 году автомобилю Ford Capri было присвоено кодовое обозначение SE. К 1994 году было выпущено 66279 кабриолетов Capri; 10347 из них были праворульными (RHD) моделями для рынка Океании/Юго-Восточной Азии. 9787 экземпляров продавалось в Австралии, а остальные — в Новой Зеландии и Юго-Восточной Азии.

## Особенности
Изначально австралийский Capri оснащался 1,6-литровым рядным четырёхцилиндровым двигателем Mazda B6-2E SOHC мощностью 61 кВт (82 л. с.) или же турбодвигателем B6T мощностью 100 кВт (134 л. с.). В 1990 году в моторную гамму был добавлен атмосферный двигатель B6D, который производил мощность 75 кВт (101 л. с.).

## Галерея
- Ford Capri (SA) с турбонаддувом
- Ford Capri (SA)
- Ford Capri (SE)
- Ford Capri (SE)